# Йифат
Султанат Йифа́т (Ифат) — средневековое мусульманское государство, располагавшееся в Восточной Африке и существовавшее с 1285 по 1415 год. Управлялось султанами из династии Валашма, столицей был город Сайла. Географически султанат располагался в пределах современной Северной и Восточной Эфиопии, Джибути и северной части Сомали.

## География
Султанат располагался вдоль побережья Красного моря. Армия государства насчитывала около 15 000 всадников и 20 000 пехотинцев. Помимо столицы, в султанате было семь крупных городов: Белькульзар, Кульюра, Шими, Шоа, Аудаль, Джамме и Лабу.

## История
Ифат впервые упоминается в XIII веке, когда в 1285 году султан Умар Уаласма (или, в соответствии с другими источниками, его сын Али) покорил султанат Шоа с целью объединения под своей властью всех мусульманских территорий на Африканском Роге подобно эфиопскому императору Йэкуно Амлаку, пытавшемуся примерно в тот же период консолидировать христианские территории. В итоге между двумя государствами возник конфликт из-за Шоа и территорий к югу от него. Началась длительная война, в которой мусульманские государства не имели значительного преимущества. В конце концов Ифат был разгромлен императором Амдэ-Цыйоном I в 1332 году, который возвёл на трон нового султана Ифата Джамала ад-Дина.
Несмотря на поражение, мусульманские правители Ифата продолжали борьбу. В начале XV века эфиопский император объявил соседние страны «врагами Господа» и вторгся в Ифат. После длительной войны султанат снова потерпел поражение. Султан Саад ад-Дин бежал в Сайлу, где был настигнут эфиопскими войсками и убит. Разные источники называют имена различных эфиопских императоров, возглавлявших эту кампанию: большинство указывает на негуса Давида I, другие — на императора Йисхака I.
В конце концов Ифат прекратил своё существование как отдельное государство. Название султаната сохранялось в современной Эфиопии как название субпровинции Ифат в Шоа до 1995 года.

## Язык
Согласно данным историка XIV века Шихабуддина аль-Умари, население Ифата говорило на амхарском и арабском языках.
Вместе с тем эфиопский историк XIX века Асма Гийоргыс предполагал, что представители султанской семьи Валашма общались на языке, похожем на геэз.